# 蒼蠅船

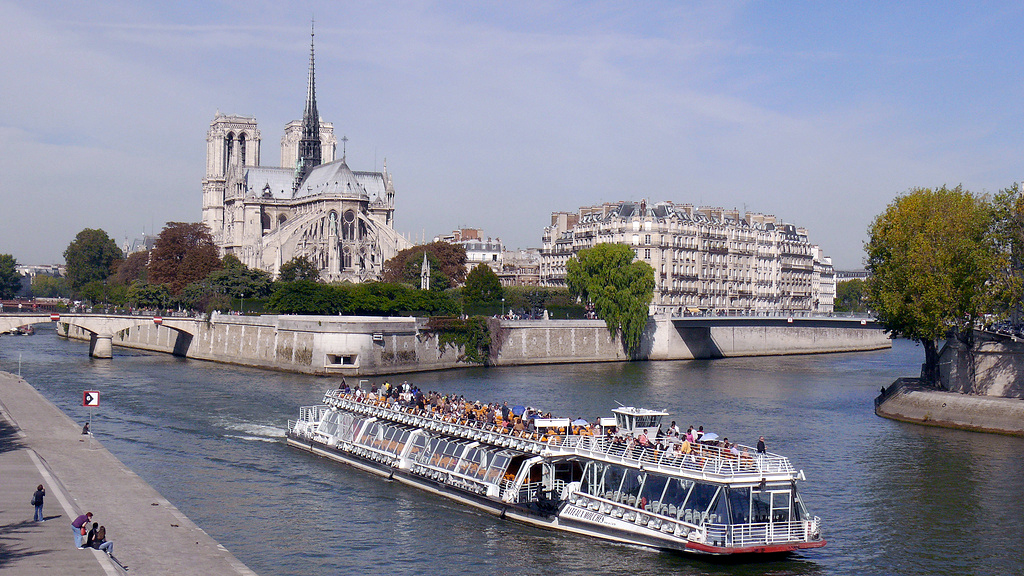
蒼蠅船行經西堤島

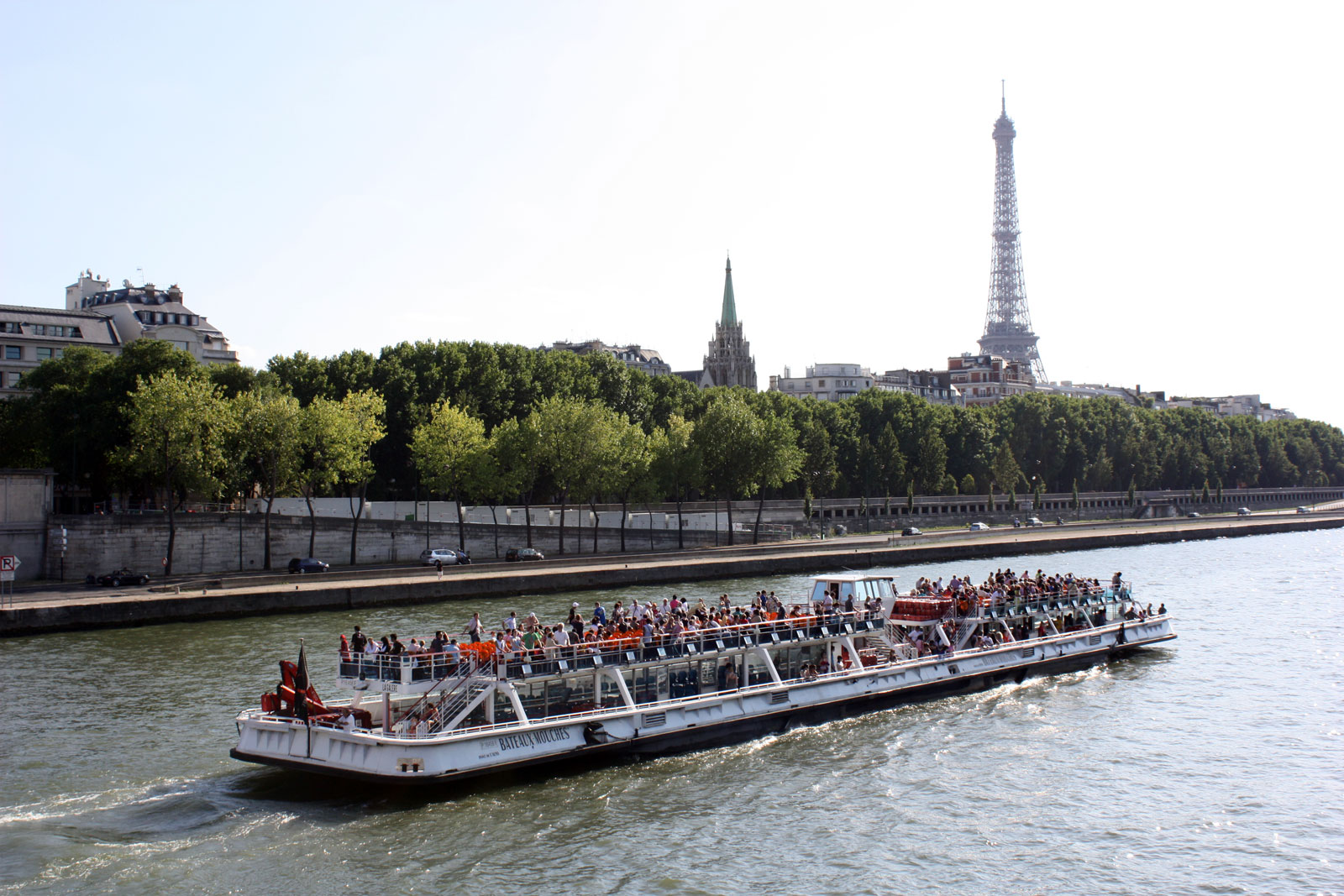
塞納河上的蒼蠅船

蒼蠅船（法語：Bateaux mouches）是一種開放式遊船，提供給到巴黎的遊客們近距離欣賞塞納河沿岸風光。蒼蠅船原本是一間遊船公司的註冊商標，由讓·布乃爾所創立，不過現在亦可通稱所有巴黎塞納河的遊船。其法文字面直譯為蒼蠅船，名稱源自於他們製造遊船的廠房地區。
蒼蠅船相當受到觀光客的青睞，從1867年它們就開始在塞納河上載客，上層開放式的甲板和下層封閉式的船艙可以容納數百個座位，有些遊船還有可開關的敞篷能夠在惡劣氣候航行。每艘船都配備多國語音導覽，較高價位的班次甚至有提供午餐或晚餐，行程一班持續約一個多小時。
由於塞納河橫貫巴黎市中心，乘船遊覽可以看到許多巴黎的著名景點。無論是左岸或右岸、艾菲爾鐵塔、巴黎聖母院、亞歷山大三世橋、新橋、奧賽博物館和羅浮宮博物館。乘客還可以看到榮軍院，拿破崙的墓地。